# 努瓦爾蒙山
46°29′3″N 6°6′57″E / 46.48417°N 6.11583°E

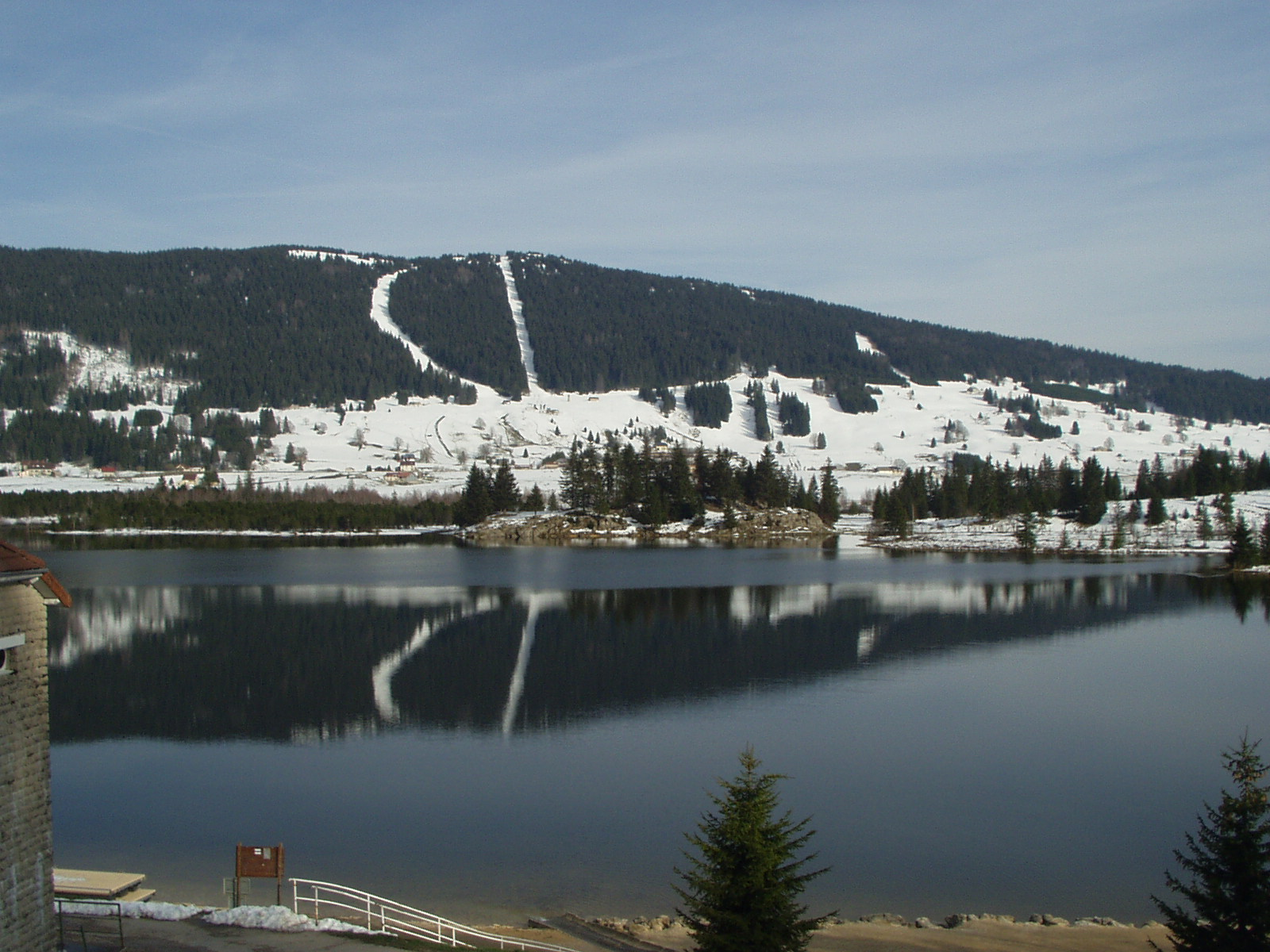

努瓦爾蒙山（Noirmont），是瑞士的山峰，位於該國西部，由沃州負責管轄，屬於汝拉山的一部分，處於尼永西北面15公里，海拔高度1,567米，每年平均降雨量1,775毫米。